# Arvind Mithal
Arvind Mithal (18 de maio de 1947 – 17 de junho de 2024) foi um informático estadunidense.

## Carreira
Os interesses de pesquisa de Arvind incluíam a verificação formal de sistemas digitais de grande escala usando ações atômicas protegidas, modelos de memória e protocolos de coerência de cache para arquiteturas de computação paralela e linguagens de programação.
Trabalhos anteriores foram fundamentais no desenvolvimento de arquiteturas dinâmicas de fluxo de dados, duas linguagens paralelas, Id e pH, e na compilação de tais linguagens em máquinas paralelas.
No IIT Kanpur, ele obteve um bacharelado em tecnologia (B.Sc.) em tecnologia (com ênfase em engenharia elétrica) em 1969. Nesse processo, ele descobriu que estava muito interessado em computadores. Em seguida, na Universidade de Minnesota, obteve um mestrado (M.Sc.) em ciência da computação em 1972, e um doutorado em ciência da computação em 1973.
Arvind realizou sua pesquisa de tese em sistemas operacionais sobre modelos matemáticos de comportamento de programas. Na Universidade da Califórnia, Irvine, onde lecionou de 1974 a 1978, por arquitetura de computadores e linguagens de programação.
Arvind lecionou no campus de Kanpur do IIT em 1977 e 1978.  Em 1978, ele se juntou ao corpo docente do MIT. Ele serviu como Conselheiro Técnico Chefe do projeto Knowledge Based Computer Systems patrocinado pelas Nações Unidas na Índia de 1986 a 1992. Durante 1992-93, ele foi o Professor Visitante Fujitsu na Universidade de Tóquio.
Em 1992, Arvind e sua equipe CSAIL colaboraram com a Motorola na conclusão da máquina de fluxo de dados Monsoon e software associado. Uma dúzia de Monções foram instaladas no Laboratório Nacional de Los Alamos e em outras universidades antes de Monsoon ser aposentado para o Museu de História do Computador na Califórnia. Em 2000, Arvind tirou dois anos de aulas no MIT para construir a Sandburst, Inc, uma empresa de semicondutores de fabricação fabless. Ele serviu como seu presidente até seu retorno ao MIT em 2002. Em 2006, a Sandburst foi adquirida pela Broadcom Corporation.
Em 2003, ele cofundou a Bluespec, Inc., com sede em Waltham, Massachusetts. Eles produzem conjuntos de ferramentas de síntese de automação de projeto eletrônico (EDA) comprovados.  Com Lennart Augustsson, Arvind codesenvolveu a linguagem de programação Bluespec SystemVerilog (BSV), uma linguagem de descrição de hardware de programação funcional de alto nível, que é uma variante Haskell estendida para lidar com design de chips e electronic design automation em geral.
Ele serviu como Presidente Geral da Conferência Internacional sobre Supercomputação realizada em Cambridge, Massachusetts, em junho de 2005. Ele também atuou como Presidente do Júri de Engenharia e Ciência da Computação para o Prêmio Infosys a partir de 2019.
Arvind foi o primeiro a ocupar a Cátedra N. Rama Rao no Departamento de Ciência da Computação e Engenharia do IIT. Foi presidente de 1998 a 1999. Também durante este tempo ele ensinou algumas semanas a cada semestre no departamento de CSE do IIT, Kanpur.

## Trabalhos publicados
Juntamente com R. S. Nikhil, Arvind publicou o livro Implicit parallel programming in pH em 2001. "pH" é uma linguagem de programação baseada em Haskell com suporte especial para processamento paralelo.
Entre os artigos mais significativos e/ou recentes de sua autoria ou coautoria que foram publicados:
- James Hoe and Arvind, "Operation-Centric Hardware Descriptions and Synthesis", IEEE TCAD, Set. 2004
- Hari Balakrishnan, Srinivas Devadas, Doug Ehlert, e Arvind, "Rate Guarantees and Overload Protection in Input-Queued Switches", IEEE Infocom, Mar. 2004.
- Dan Rosenband and Arvind, "Modular Scheduling of Guarded Atomic Actions", DAC41, Jun. 2004
- Arvind, R.S. Nikhil, Daniel Rosenband e Nirav Dave, "High-level synthesis: An Essential Ingredient for Designing Complex ASICs", ICCAD'04, Nov.2004

Arvind também atuou no conselho editorial de várias revistas, incluindo o Journal of Parallel and Distributed Computing e o Journal of Functional Programming.

## Morte
Mithal morreu no dia 17 de junho de 2024, aos 77 anos.